# Caleta caleta
Caleta caleta (Engels: Angled Pierrot) is een dagvlinder uit de familie Lycaenidae, de kleine pages, vuurvlinders en blauwtjes. De spanwijdte bedraagt tussen de 25 en 30 millimeter.
De vlinder komt voor in het Oriëntaals gebied waar de rups leeft van de Ziziphus rugosa.
1. ↑  (en) Caleta caleta op de IUCN Red List of Threatened Species.